# Pterostylis ingens
Pterostylis ingens là một loài thực vật có hoa trong họ Lan. Loài này được (Rupp) D.L.Jones miêu tả khoa học đầu tiên năm 1976.